# 塞拉达斯
塞拉达斯，是西班牙阿拉贡自治区特鲁埃尔省的一个市镇。总面积101平方公里，总人口396人（2018年），人口密度4人/平方公里。